# Geomyza coquilletti
Geomyza coquilletti is een vliegensoort uit de familie van de grasvliegen (Opomyzidae). De wetenschappelijke naam van de soort is voor het eerst geldig gepubliceerd in 1917 door Hendel.